# نام سو هیون
نام سو هیون (کره‌ای: 남수현؛ زادهٔ ۲۷ ژانویهٔ ۲۰۰۵) ورزشکار تیراندازی با کمان اهل کره جنوبی است.
وی در مسابقات کشوری و بین‌المللی در مجموع برندهٔ ۱ مدال طلا شده است.